# Brandon Tabb
Brandon Tabb (Hampton, Virginia, 25 de diciembre de 1995) es un baloncestista estadounidense que pertenece a la plantilla del Elitzur Yavne B.C. de la Liga Leumit, la segunda categoría del baloncesto israelí. Con 1,93 metros de estatura, juega en la posición de escolta.

## Trayectoria deportiva

### Universidad
Jugó sus dos primeros años en el College of Central Florida, de la NJCAA, donde promedió 13,7 puntos y 2,2 rebotes por partido. En 2016 fue transferido a los Wildcats de la Universidad Bethune-Cookman, de la División I de la NCAA, donde jugó dos temporadas más en las que promedió 18,4 puntos, 4,6 rebotes, 1,6 asistencias y 1,4 robos de balón por partido.

### Profesional
Tras no ser elegido en el Draft de la NBA de 2018, en el mes de agosto firmó su primer contrato profesional con el Horsens IC de la Basket Ligaen, el primer nivel del baloncesto danés.
El 11 de septiembre de 2020 firmó con los Svendborg Rabbits de la Basketligaen. Promedió 17,7 puntos, 4,3 rebotes, 2,5 asistencias y 1,9 robos por partido.
El 1 de agosto de 2021 firmó en Suecia con los Norrköping Dolphins de la Svenska basketligan.
El 2 de agosto de 2023 firmó con el Pieno žvaigždės Pasvalys de la Liga de Baloncesto de Lituania (LKL).
El 15 de marzo de 2024, firma por el Grupo Alega Cantabria de la Liga LEB Oro.
El 8 de ceptiembre de 2024 fichó por el Elitzur Yavne B.C. de la Liga Leumit, la segunda categoría del baloncesto israelí..